# Okład rozgrzewający
Okład rozgrzewający – stosowany w celu rozszerzenia naczyń krwionośnych. Stosowany w zapaleniach i schorzeniach przy których niezbędne jest wywołanie przekrwienia czynnego. Składa się z czterech warstw: najbardziej wewnętrzna to np. lignina nasączona wodą, też rozcieńczonym w stosunku 1:1 spirytusem, na to zakłada się materiał zapobiegający wyparowywaniu (np celofan. folia). Trzecia warstwa to warstwa izolacyjna (najlepiej lignina). Całość w celu podtrzymania owija się opaską (bandażem elastycznym, opaską gazową).